# Durdle Door

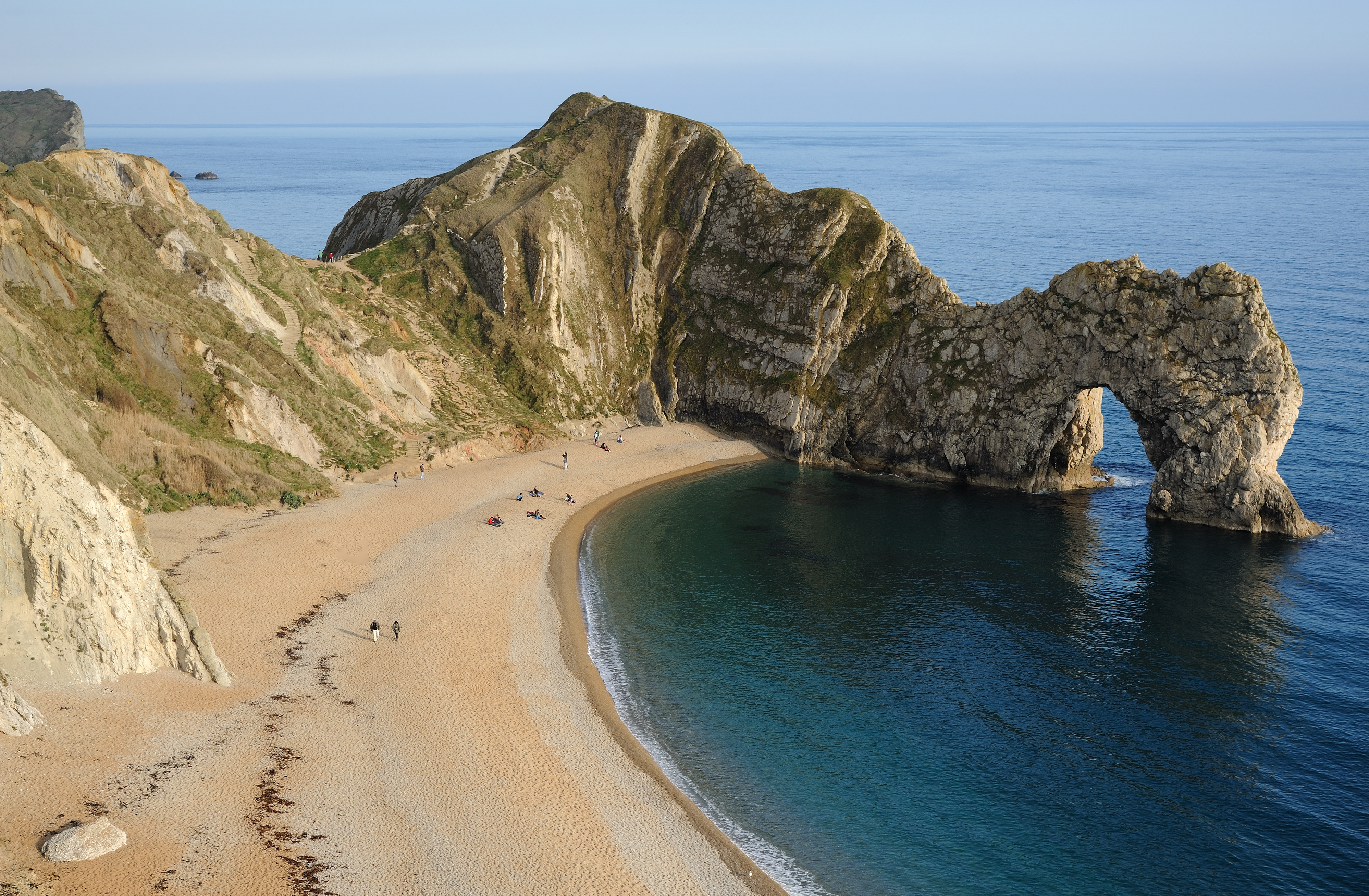
Otra vista del Durdle Door

Durdle Door (a veces llamada Durdle Dor) es un arco natural de piedra caliza ubicado sobre la Costa Jurásica, cerca de West Lulworth, en Dorset, Inglaterra.